# Cand.pæd.
 Denne artikel omhandler overvejende eller alene danske forhold. Hjælp gerne med at gøre artiklen mere almen.
Cand.pæd. (candidatus/candidata pædagogiae) er en akademisk grad i pædagogik, der kan opnås fra DPU - Danmarks institut for Pædagogik og Uddannelse. Den kan tages i forskellige specialiseringer: Generel Pædagogik, Pædagogisk filosofi, pædagogisk psykologi, pædagogisk antropologi, pædagogisk sociologi og it-didaktisk design. Uddannelsen i It-didaktisk design udbydes udelukkende som fjernstudium med enkelte mødedage i Aarhus i løbet af et semester. It-didaktisk design udbydes af Center for Undervisningsudvikling og Digitale Medier (CUDiM) ved Aarhus Universitet. 
I sidste halvdel af 1900-tallet kunne man blive cand.pæd. i et skolefag (f.eks. engelsk, geografi), hvilken var en af de mulige kvalifikationer til at blive lærer på et lærerseminarium i pågældende fag. I dag (2016) kan man blive cand.pæd. i didaktik på DPU med særligt henblik på enten dansk, matematik, musik eller materiel kultur. 
Cand.pæd.psych. er en nu afskaffet uddannelse (den sidste cand.pæd.psych. blev færdiguddannet i august 2004) i pædagogisk psykologi. Uddannelsen giver ret til betegnelsen psykolog og sidestilles med cand.psych., f.eks. med hensyn til optagelse i Dansk Psykolog Forening og mulighed for at praktisere som psykolog under f.eks. sygesikringen. Dette gælder ikke den uddannelse i pædagogisk psykologi, der nu findes på DPU.
Den nyere kandidatuddannelse i Pædagogisk psykologi, som DPU - Aarhus Universitet udbyder, giver kandidaterne ret til titlen cand.pæd. i pædagogisk psykologi.
Mange bruger den uofficielle titel "cand.pæd.pæd.psyk." men den titel findes formelt ikke, det er en opfundet forkortelse for "cand.pæd. i pædagogisk psykologi." En kandidat med titlen cand.pæd. i pædagogisk psykologi er uddannet til at arbejde i teori- og praksisudviklende pædagogisk-psykologiske funktioner, herunder udviklingsprojekter, konsulentopgaver, uddannelsestilrettelæggelse og planlægning, supervision, forskningssammenhænge m.m. Uddannelsen kan endvidere ligesom alle andre kandidatuddannelser danne grundlag for den treårige forskeruddannelse med henblik på erhvervelse af ph.d.-graden.
Cand.pæd. i pædagogisk psykologi retter sig mod arbejdsmarkedsområder som fx human resource afdelinger, konsulentfunktioner, undervisning på gymnasier, CVU’er, seminarer, kriminalforsorgen, PPR-kontorer, osv. Uddannelse er en psykologi-uddannelse, der ikke bør forveksles med psykolog-uddannelsen.

## Lignende grader
Fra KU og SDU er det muligt at erhverve sig cand.mag.-grader i pædagogik. 
I 2008 blev der på Syddansk Universitet i Odense oprettet en kandidatuddannelse i pædagogik, hvor man erhverver sig titlen cand.mag. i pædagogik. Kandidatdelen af uddannelsen varer to år og indeholder bl.a. fagene videns- og professionsteori, læringsteori, interkulturel pædagogik, teori og metode til forsknings- og udviklingsarbejde samt organisation & ledelse og didaktik. Uddannelsen skaber en bred vifte af ansættelsesmuligheder indenfor både det offentlige og private arbejdsmarked, eksempelvis indenfor HR, konsulentopgaver, undervisning mm.[kilde mangler]
På Det Humanistiske Fakultet, Københavns Universitet kan man også tage en lang videregående uddannelse i pædagogik, normeret til i alt fem år, når både bachelor- og kandidatuddannelsen tages, med titlen cand.mag. i pædagogik. Titlen på Københavns Universitet kan man erhverve sig  i pædagogik, med mulighed for specialisering fx voksenpædagogik. Uddannelsen varer 2 år og er en overbygning på en bachelor med pædagogik som grundfag, eller anden relevant bachelor. 

## Kendte danskere med titlen cand.pæd.
- Marianne Jelved (folketingspolitiker)
- Annette Vilhelmsen (folketingspolitiker)